# Frase segmentada
Frase segmentada (phrase segmentée, en francés) es el nombre que da el lingüista suizo Charles Bally a las frases en cuyo interior se produce una pausa. En este sentido, se opone a la frase ligada.

## Ejemplos
- De tal padre, tal hijo.